# Limnäsuddens naturreservat
Limnäsuddens naturreservat är ett naturreservat i Smedjebackens kommun i Dalarnas län.
Området är naturskyddat sedan 2024 och är 36hektar stort. Reservatet ligger på en udde vid sjön Plogen och består av gammal barrblandskog, här finns även ett gammalt kalkbrott.